# Кверцитрон

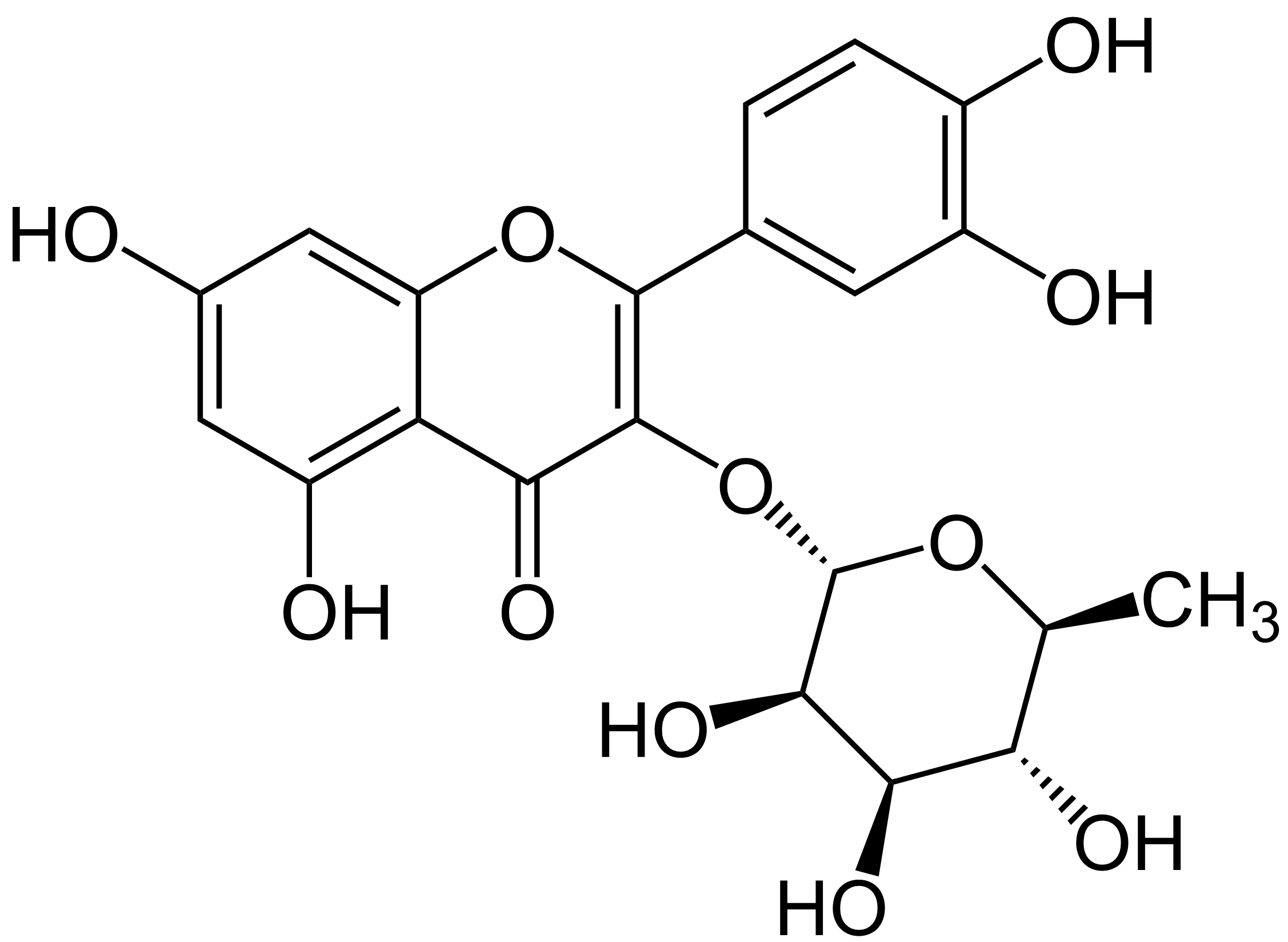
Химическая структура кверцитрина, окрашивающего компонента кверцитрона

Кверцитрон — желтый природный краситель, полученный из коры Восточного Черного дуба (Quercus velutina ), лесного дерева, произрастающего в Северной Америке. 
Название является сокращенной формой кверцицитрона, от латинского quercus, дуб, и цитрона, лимон, и было предложено Эдвардом Бэнкрофтом (1744–1821), которому в 1785 году по решению парламента были предоставлены особые привилегии в отношении импорта и использования этого вещества. Краситель готовят путем измельчения коры в мельницах после ее освобождения от черного эпидермального слоя и просеивания продукта для отделения волокнистого вещества. Полученный мелкий жёлтый порошок представляет собой коммерческий кверцитрон.
Красно-оранжевый отвар кверцитрона содержит кверцитановую кислоту, поэтому используются для загара, и активный красящий компонент кверцитрин C21H20O11. Последнее вещество представляет собой гликозид, и в водном растворе под действием минеральных кислот дает кверцетин, С15Н10О7, который выпадает в осадок, и метил-пентозы рамнозы.
Кверцетин представляет собой кристаллический порошок блестящего цитронно-желтого цвета, полностью нерастворимый в холодной воде, растворяющийся в горячей воде, и вполне растворимый в спирте. Либо сам по себе, либо в какой-то форме глюкозида он содержится в нескольких растительных веществах, в том числе в кашу, в персидских ягодах (Rhamnus cathartica ), листьях гречихи (Fagopyrum esculentum ), древесине Zante (Rhus cotinus ) и лепестках роз.
По химическому составу кверцетин входит в довольно обширный класс природных красящих веществ, полученных из фенилбензоилпирона или флавона, состав которого исследован в работах С.Костанецкого, А. Перкина, Дж. Герцига, Г. Гольдшмита и других. Среди связанных с ним красящих веществ хризин из почек тополя, апигенин из петрушки, лютеолин из резеды и дрока, физетин из молодого желтого кипариса, галангин из корня калгана и мирицетин из Nageia nagi.
В Айове в конце 1840-х и начале 1850-х годов, по словам историка Филиппа Диллона Джордана

Weld, fustic, and quercitron bark were carried as staple items in drug stores and general merchandise establishments. Sometimes, the physician kept a small supply of dye stuffs. It was not too uncommon, indeed, to find a jar of indigo next to a laudanum bottle and a box of quercitron associating with unrefined quinine.

Резеда, фустик и кверцитронная кора были в числе основных продуктов в аптеках и обычных торговых заведениях. Иногда врач держал небольшой запас красителей. Не было ничего необычного в том, чтобы найти банку индиго рядом с бутылкой опия и коробкой кверцитрона в смеси с нерафинированным хинином.